# Miquel Saperas i Auví
Miquel Saperas i Auví (Barcelona, 4 de maig de 1898 — Barcelona, 21 de juny de 1978) fou escriptor.
Fou secretari de l'Orfeó Català i començà escrivint en revistes de barriada. Fou un poeta sentimental i molt prolífic. Publicà, a més, nombrosos llibres en prosa, lírics, d'assaigs i d'història.
Molt vinculat al Barri de Gràcia, fou membre molt actiu dels Lluïsos de Gràcia. Entre 1921 i 1923 va dirigir una de les publicacions més emblemàtiques de la vila, La Veu Gracienca, en la qual escrivia habitualment amb el pseudònim de maiquel.
També és conegut com a impulsor de la Fundació Jacint Verdaguer i la posterior associació Amics de Verdaguer. Va gestionar la legalització dels estatuts i oferí la seva casa del carrer Nou núm. 40 com a seu de les primeres reunions.

## Obra

### Poesia
- Poesies (1920)
- L'espiga (1921)
- Pietat (1933)
- Paisatges (1937)
- Cançons (1939)
- Poemes d'Itàlia (1939)
- Llantió d'argent (1947)

Poemes presentats als Jocs Florals de Barcelona
- El cech (1916)
- Deliqui (1917)
- Cançó de Nadal (1920)
- La mort (1927)
- Tres sonets (1927 i 1933)
- Poema de la Mort (1929), premi extraordinari dels Mantenidors
- Poema de la perfecte alegria (1930)
- Poema del meu llibre "Sant Francesch" (1931), 3r accèssit a la Viola d'or i d'argent
- Aquell home que he vist, maniatat... (1932)
- Poema de l'hospital (1932)
- Sant Josep Oriol (1934), premi Dolors Monserdà

### Prosa
- Breviari d'amor (1937)
- Breviari de dolor (1946)
- La petita història de la meva biblioteca (1961)
- El meu llibre de l'Orfeó Català (1962)
- El mestre Enric Morera (1969)
- Encara assaig (1971)

### Teatre
- Les ànimes romàntiques (1919)
- Carles de Viana (1938)